# 1068 w polityce

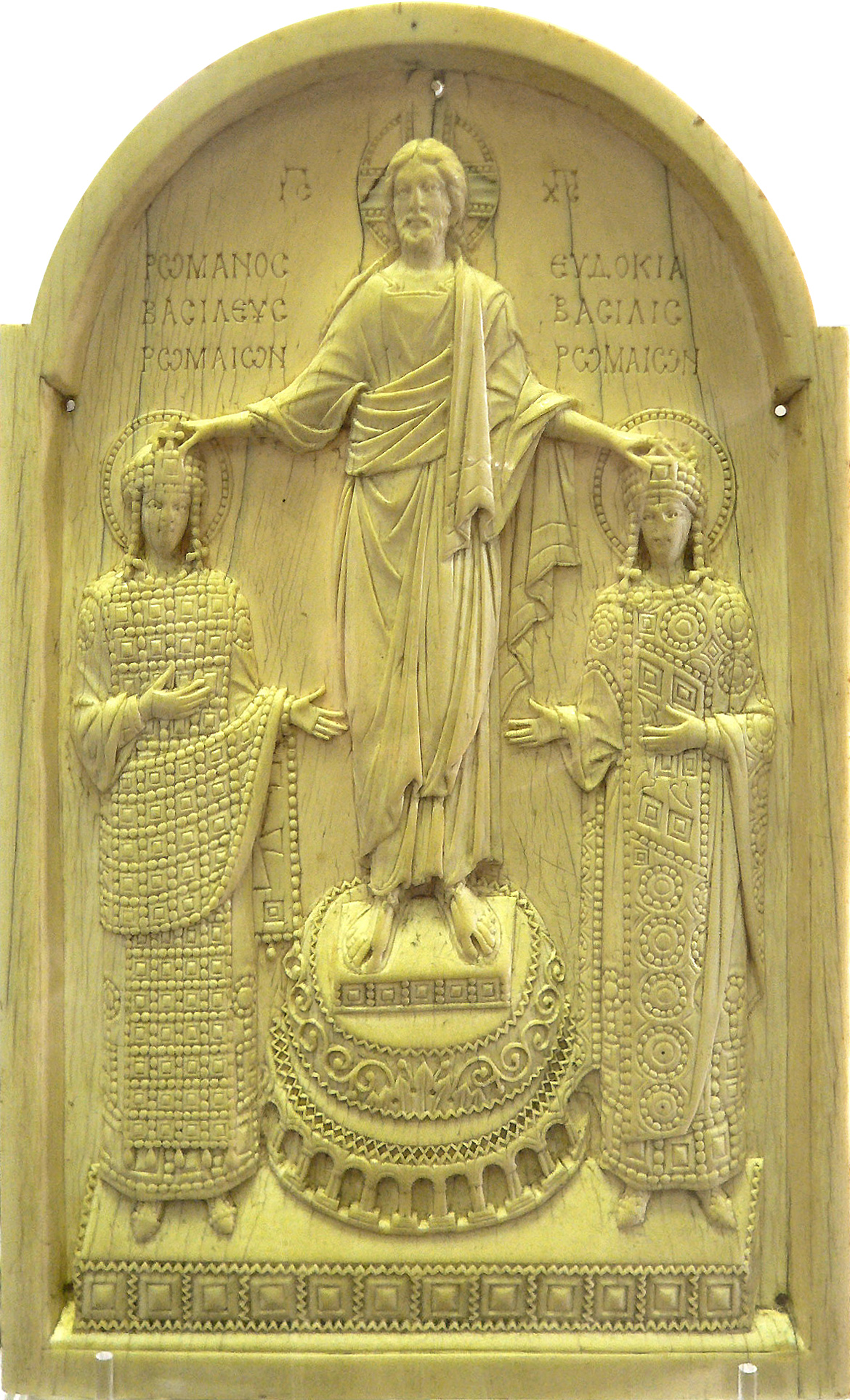
Roman IV i Eudoksja Makrembolitissa

Wydarzenia polityczne w 1068 roku.

## Wydarzenia
- Roman IV Diogenes zostaje cesarzem Bizancjum[1].
- Wyprawa interwencyjna Bolesława Szczodrego na Ruś na rzecz Izjasława[2].
- Przyłączenie do Polski Wizny[2].